# Dun-le-Poëlier
Dun-le-Poëlier é uma comuna francesa na região administrativa do Centro, no departamento Indre. Estende-se por uma área de 22,55 km². Em 2010 a comuna tinha 431 habitantes (densidade: 19,1 hab./km²).